# Католический институт Вандеи
Католический институт Вандеи (фр. Institut catholique de Vendée, также Католический институт высших исследований, Institut catholique d'études supérieures, ICES) ― частное высшее учебное заведение, расположенное в департаменте Вандея на западе Франции. Основан в 1989 году. Реализует на практике концепцию высшего образования, представленную его первым директором Эрве Гролье из «Университетской школы» и являющую собой сочетание педагогических практик французских «больших школ» и традиционных государственный университетов.
Вандейский католический институт был открыт в 1990 году с подачи Католического университета Запада в Ла-Рош-сюр-Йон. После трёх лет сотрудничества, Высший совет Католического университета Запада присвоил Вандейскому католическому университету (ICES) академическую независимость. Франсуа Гарнье, епископ Люсонский, стал главой института, взяв на себе ответственность за сохранение института в качестве церковного учреждения.
ICES имеет главное здание, спроектированное французским архитектором Денисом Ламингом, которое было построено между 1990 и 1994 годами. Университетская библиотека была завершена в 1997 году. В 2000 году в заброшенном монастыре сестёр христианских школ милосердия было основано студенческое общежитие.
Во Франции дипломы по широким предметам, таким как биология, юриспруденция, история, языки и т. д., в основном предлагаются в государственных университетах. ICES предлагает государственные дипломы в широких областях обучения. В институте внедрены педагогические и образовательные стандарты, которые напоминают стандарты элитных больших школ. 1150 студентов ICES следят за занятиями, конференциями и симпозиумами, которые проводят всемирно известные профессора из Франции и других стран.

## Скандалы
В мае 2019 года студенты института совершили нападение на стенд ЛГБТ-центра Вандеи в Ла-Рош-сюр-Йононе в Международный день борьбы с гомофобией, трансфобией и бифобией.
Президент университета Эрик де Лабарр осудил нападение: «Мы отравлены этим меньшинством, [которое] радикализировано и очень политизировано».